# Việc Vương quốc Liên hiệp Anh và Bắc Ireland rời Liên minh châu Âu

Vương quốc Liên hiệp Anh và Bắc Ireland nằm trong Liên minh châu Âu

Việc Vương quốc Liên hiệp Anh và Bắc Ireland rời khỏi Liên minh châu Âu, hay còn được gọi tắt là Brexit (Britain exit), là một mục tiêu chính trị dân tộc chủ nghĩa được nhiều cá nhân, nghiệp đoàn và đảng phái chính trị theo đuổi nhằm yêu cầu Vương quốc Anh rút khỏi với tư cách thành viên từ Liên minh châu Âu theo Điều 50 của Hiệp ước Liên minh châu Âu.
Vương quốc Liên hiệp Anh và Bắc Ireland gia nhập Cộng đồng Kinh tế châu Âu vào năm 1973. Tới năm 1975, một cuộc trưng cầu dân ý đã được thực hiện với số phiếu đa số ủng hộ việc quốc gia này ở lại tổ chức.
Việc rời khỏi Liên minh châu Âu một lần nữa được nhắc tới với cuộc trưng cầu dân ý ngày 23 tháng 6 năm 2016. Cuộc trưng cầu dân ý này được tổ chức bởi Quốc hội sau khi Điều luật tổ chức trưng cầu dân ý về Liên minh châu Âu năm 2015 được thông qua.
Đối với những người thuộc phe ủng hộ việc ở lại EU, khái niệm Bremain cũng đôi lúc được nhắc đến song song với từ Remain phổ thông hơn. Kết quả chính thức được công bố vào lúc 7 giờ sáng giờ London ngày 24 tháng 6, phe Brexit giành chiến thắng với khoảng cách 1 triệu phiếu (51,89% số phiếu). Kết quả này còn chờ Quốc hội phê chuẩn mới có hiệu lực.

## Bối cảnh
Liên minh châu Âu (EU) là khối hợp tác kinh tế chính trị cấu thành từ 28 quốc gia ở châu Âu. Tổ chức này được thành lập sau Chiến tranh thế giới thứ hai nhằm tăng cường hợp tác và phát triển kinh tế giữa các nước thành viên trước áp lực ngày càng tăng của khối các nước xã hội chủ nghĩa. Tiền thân của Liên minh châu Âu là Cộng đồng Than Thép châu Âu và Cộng đồng Năng lượng nguyên tử châu Âu. Năm 1957, 6 nước Tây Âu gồm Pháp, Tây Đức, Ý, Hà Lan, Bỉ và Luxembourg cùng nhau ký kết Hiệp ước Roma, thành lập ra Cộng đồng Kinh tế châu Âu (EEC). Trong EEC, những rào cản thương mại, pháp lý và thuế quan được gỡ bỏ; các cơ chế hợp tác được nới rộng theo hướng tự do hoá lao động, thị trường vốn và giao thông vận tải trong nội bộ khối. Nhờ đó mà đến đầu những năm 1960, các nước thành viên EEC đạt được tốc độ tăng trưởng kinh tế đáng kể. Vương quốc Liên hiệp Anh và Bắc Ireland vốn từ chối tham gia EEC từ ban đầu, sau cuộc khủng hoảng kênh đào Suez xảy ra, lãnh đạo nước này bắt đầu thay đổi lập trường của mình và nộp đơn xin gia nhập. Tuy nhiên, hai hồ sơ nước này nộp năm 1961 và 1969 bị Tổng thống Pháp lúc bấy giờ, Charles de Gaulle, phủ quyết do lo ngại mối quan hệ thân thiết giữa Anh với Mỹ có thể làm giảm tiếng nói của Pháp ở châu lục.
Mãi cho đến năm 1973, nước này mới được chính thức kết nạp làm thành viên EEC cùng với Đan Mạch và Ireland trong nhiệm kỳ cầm quyền của Đảng Bảo thủ. Chính phủ Công đảng kế nhiệm do thủ tướng Harold Wilson lãnh đạo đã tổ chức trưng cầu dân ý nhằm đánh giá triển vọng tham gia và hội nhập sâu hơn vào khối kinh tế liên châu lục này. Hơn 67% cử tri đã trả lời "Có". Mặc dù vậy, tư cách thành viên của Vương quốc Liên hiệp Anh và Bắc Ireland vẫn còn là đề tài gây tranh luận và chia rẽ sâu sắc trong các tầng lớp xã hội Anh và các đảng phái chính trị nước này. Chính sách chính thức của Công đảng suốt nhiều thập niên sau đó vẫn là ủng hộ rời bỏ EU. Sự gia tăng nhanh chóng của chủ nghĩa hoài nghi châu Âu (Eurosceptism) khiến cho các chính phủ kế nhiệm luôn tìm cách điều tiết cân bằng việc hội nhập sâu rộng trong hệ thống EU và lợi ích đạt được trong thể chế siêu nhà nước do Brussels nắm giữ. Khủng hoảng kinh tế trong một bộ phận các nước thành viên và khủng hoảng người nhập cư vào châu Âu như giọt nước làm tràn ly, gây nên sức ép lên chính phủ của Thủ tướng David Cameron đòi cải cách mối quan hệ giữa nước này với châu Âu. Trong tình hình đó, chủ nghĩa hoài nghi châu Âu bắt đầu trỗi dậy từ năm 2012 và trở nên lớn mạnh thành một phong trào chính thống tại Anh. Sự lớn mạnh của đảng Độc lập UKIP trong cuộc bầu cử hội đồng địa phương năm 2014 và bầu cử Hạ viện năm 2015 khiến phe ủng hộ Brexit có thêm nhiều tiếng nói. Thủ tướng Cameron ủng hộ phe ở lại, do đó buộc phải tổ chức trưng cầu dân ý lần hai để đánh giá mức độ ủng hộ của người dân với tư cách thành viên EU của nước mình.

## Cuộc trưng cầu năm 2016
Ngày 20 tháng 2 năm 2016, Thủ tướng Cameron nói nước Anh sẽ bỏ phiếu quyết định việc có ở lại trong EU nữa hay không vào thứ năm ngày 23 tháng 6.
Trước đó một ngày, thủ tướng Anh David Cameron đã đạt một thỏa thuận với các nhà lãnh đạo EU sau hai ngày đàm phán tại Brussels, sẽ cho Anh "vị thế đặc biệt" và ông sẽ vận động với "tất cả trái tim và tâm hồn" để ở lại liên minh.
Thỏa thuận mới gồm: 
- Cắt giảm lợi ích cho con cái những người di cư EU sống ở nước ngoài – áp dụng ngay lập tức cho những người mới đến và từ năm 2020 cho 34.000 người đang nộp đơn
- Sửa đổi các hiệp ước EU để Anh ‘được miễn trừ’ đối với điều khoản xây dựng một liên minh ngày càng chặt chẽ hơn
- "Dừng khẩn cấp" về quyền lợi của lao động nhập cư sẽ áp dụng trong bảy năm – ít hơn so với 13 năm mà Thủ tướng Anh đề xuất ban đầu
- Khả năng cho Anh Quốc ban hành biện pháp khẩn cấp để bảo vệ khu tài chính của London, City of London

Kết quả bầu cử dựa trên nguyên tắc phổ thông đầu phiếu - phe nào đạt trên 50% số phiếu cử tri sẽ thắng.

### Kết quả
| Phiếu                                   | Số phiếu   | %      |
| --------------------------------------- | ---------- | ------ |
| Rời Liên minh Châu Âu                   | 17,410,742 | 51.89  |
| Ở lại Liên minh Châu Âu                 | 16,141,241 | 48.11  |
| Số phiếu hợp lệ                         | 33,551,983 | 99.92  |
| Không hợp lệ hoặc trắng                 | 25,359     | 0.08   |
| Tổng cộng                               | 33,577,342 | 100.00 |
| Cử tri đã đăng ký và cử tri đã bỏ phiếu | 46,500,001 | 72.21  |
| Nguồn: Electoral Commission             |            |        |

| Rời: 17.410.742 (51,9%) | Ở lại: 16.141.241 (48,1%) |
| ▲                       |                           |